# Le Cri, l'Écrit
Le Cri, l'Écrit est un monument national symbolisant l'esclavage et son abolition, située dans le jardin du Luxembourg, à proximité du boulevard Saint-Michel, à Paris, en France.

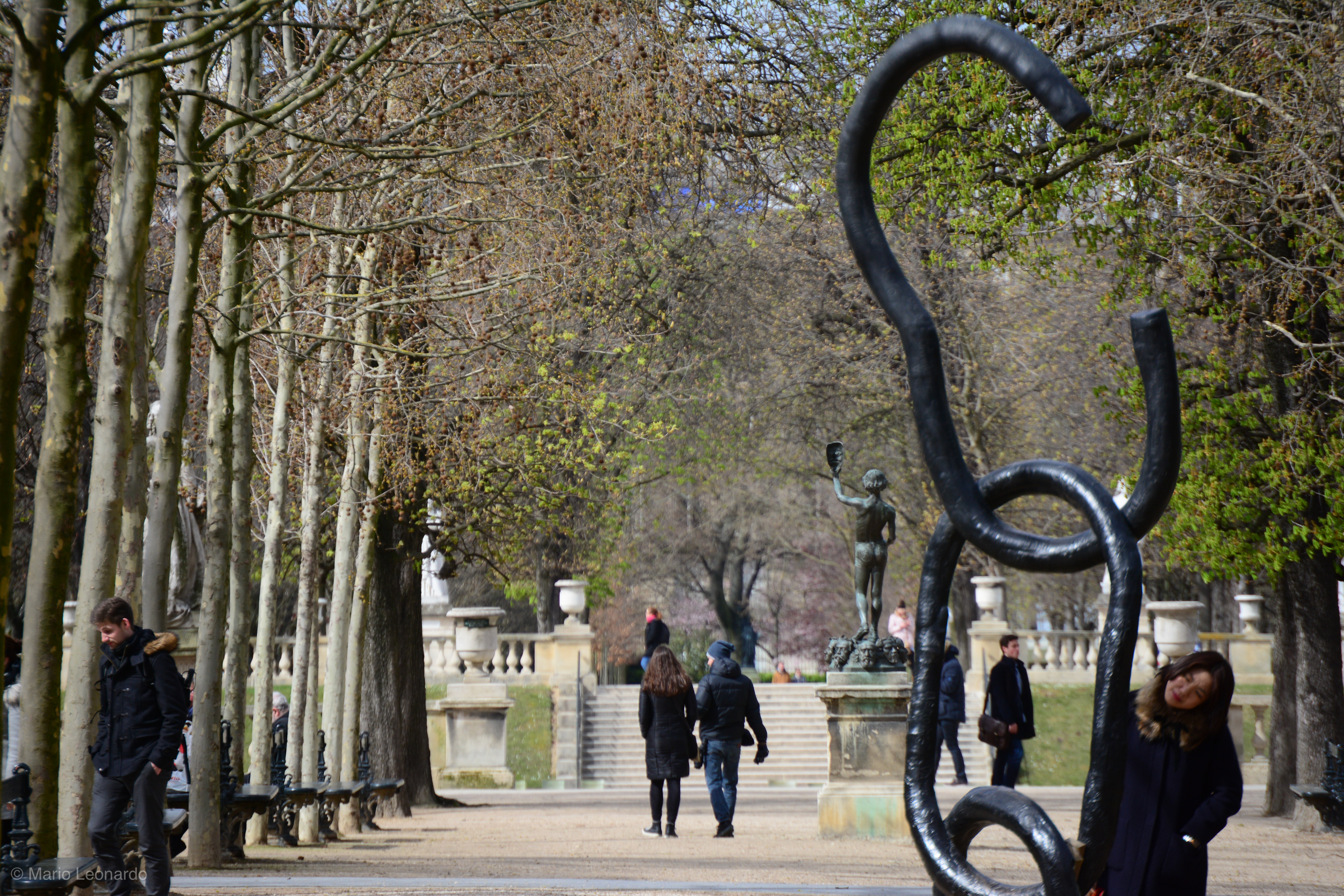
Sculpture commémorative "Le cri, l'écrit" de Fabrice Hyber

Il s'agit d'une sculpture en bronze, œuvre de l'artiste français Fabrice Hyber. Elle est inaugurée le 10 mai 2007, journée nationale des mémoires de la traite et de l'esclavage et de leurs abolitions, en présence des présidents Nicolas Sarkozy et Jacques Chirac.
Une cérémonie officielle y est depuis organisée chaque 10 mai, en présence du président de la République ou du Premier ministre,,.

## Description
La sculpture en bronze fait 3,70 mètres de hauteur et a été réalisée  à l’atelier Coubertin, Domaine - Fondation de Coubertin (Saint-Rémy-les- Chevreuse).
Elle se compose de trois anneaux :
- l'anneau inférieur symbolise les racines,
- celui du milieu la possibilité toujours actuelle de l'esclavage,
- celui du haut, ouvert, son abolition.

Elle comporte deux faces : une est bombée et  sombre, y apparaissent  y apparaissent des mots appartenant au champ lexical de l'esclavage ; l'autre est plate et parcourue de nervures  rouges et vertes peintes sur un fond blanc.

Selon l'artiste, Fabrice Hyber : 
 Le cri c’est la marque de l’abolition de l’esclavage mais aussi la mise en garde contre l’esclavage moderne. Le cri est de peur, de larmes mais aussi de joie. Le cri est une métaphore de cet asservissement qui a été aboli par les textes. Le cri c’est un dessin dans l’espace ; pour le jardin devant le Sénat, il fallait un écrit ! L’abolition de l’esclavage, c’est l’anneau de chaîne ouvert, l’anneau fermé c’est que tout peut recommencer, et le piétement c’est le retour aux racines, mais c’est aussi la Terre qui est un boulet? »

A proximité de la sculpture, a été inaugurée en 2011, à l'occasion du 10e anniversaire de la loi Taubira une stèle sur laquelle on trouve l'inscription :
« Par leurs luttes et leur profond désir de dignité et de liberté, les esclaves des colonies françaises ont contribué à l'universalité des droits humains et à l'idéal de liberté, d'égalité et de fraternité qui fonde notre république.
La France leur rend ici hommage. »